# Petru Fleșer
Petru Fleșer (n. 8 iulie 1952) este un fost deputat român în legislatura 1990-1992, ales în județul Alba pe listele partidului FSN. Petru Fleșer a demisionat din Camera Deputaților pe data de 23 aprilie 1992. În cadrul activității sale parlamentare, Petru Fleșer a fost membru în grupurile parlamentare de prietenie cu Mongolia și Belgia. 